# Björn Becker
Björn Becker (Eindhoven, 8 september 1981) is een Nederlands voormalig voetballer van Indisch-Nederlandse afkomst die als middenvelder voor PSV, TOP Oss en FC Eindhoven speelde.

## Carrière
Björn Becker speelde in de jeugd van RKSV Schijndel en PSV. Hij debuteerde als A-junior in het eerste elftal van PSV op 7 april 2000, in de met 0-4 gewonnen uitwedstrijd tegen Fortuna Sittard. Hij kwam in de 83e minuut in het veld voor Joonas Kolkka. Hij speelde hierna alleen voor Jong PSV, waar hij tot 2005 actief bleef. In het seizoen 2002/03 werd hij verhuurd aan TOP Oss, waar hij een vaste waarde was en tot 21 wedstrijden kwam. Na zijn periode bij Jong PSV keerde hij in 2005 terug bij RKSV Schijndel, wat toen Schijndel/SBA Euro heette. Na een seizoen keerde hij weer terug in het betaald voetbal, bij FC Eindhoven. Na een seizoen in de Eerste divisie speelde hij na proefperiodes bij Persegi Bali FC en Arema FC nog voor de amateurclubs VV DBS, RKVV Best Vooruit, VV Gemert, weer Best Vooruit, RKVV Brabantia en FC Eindhoven AV speelde.

### Statistieken
| Seizoen                     | Club           | Land           | Competitie       | Competitie | Competitie | Beker | Beker | Totaal | Totaal |
| Seizoen                     | Club           | Land           | Competitie       | Wed.       | Dlp.       | Wed.  | Dlp.  | Wed.   | Dlp.   |
| --------------------------- | -------------- | -------------- | ---------------- | ---------- | ---------- | ----- | ----- | ------ | ------ |
| 1999/00                     | PSV            | Nederland      | Eredivisie       | 1          | 0          | 0     | 0     | 1      | 0      |
| 2002/03                     | → TOP Oss      | Nederland      | Eerste divisie   | 21         | 0          | ?     | ?     | 21     | 0      |
| 2006/07                     | FC Eindhoven   | Nederland      | Eerste divisie   | 25         | 0          | ?     | ?     | 25     | 0      |
| 2010/11                     | VV Gemert      | Nederland      | Topklasse Zondag | 15         | 4          | 2     | 0     | 17     | 4      |
| Carrièretotaal              | Carrièretotaal | Carrièretotaal | Carrièretotaal   | 62         | 4          | 2     | 0     | 64     | 4      |
| Bijgewerkt op 18 april 2022 |                |                |                  |            |            |       |       |        |        |